# 盧普城 (內布拉斯加州)
盧普城（英語：Loup City）是一個位於美國內布拉斯加州謝爾曼縣的城市。根據2010年美國人口普查，該地共人口1029人，而該地的面積約為2.44平方千米。同時該地也是謝爾曼縣的縣治。

## 地理
盧普城的座標為41°16′38″N 98°58′05″W / 41.27722°N 98.96806°W，而該地的平均海拔高度為632米（即2073英尺）。